# Fraser Dingwall
Pour les articles homonymes, voir Dingwall.
Pas d'image ? Cliquez ici

a Compétitions nationales et continentales officielles uniquement.

b Matchs officiels uniquement.
Dernière mise à jour le 5 février 2024.
Fraser Dingwall, né le 7 avril 1999 à Cambridge (Angleterre), est un joueur international anglais de rugby à XV jouant au poste de centre avec les Northampton Saints en Premiership.

## Biographie

### Jeunesse et formation
À l'origine, il joue au football à Cambridge United au poste de milieu de terrain, avant de passer au rugby à l'âge de 13 ans. Il a fréquente la Bedford School (en) et développe un interêt pour les sciences biomédicales.
Dingwall devient un membre de l'Academy des Saints à l'âge de 14 ans. Avec l'équipe réserve des Northampton Saints, les Wanderers, il est sacré deux fois champion en 2017 et 2018 dans le Premiership Rugby Shield (en).

### Carrière en club
Au début de la saison 2018-2019, Fraser Dingwall fait ses débuts avec l'équipe première des Saints face aux Leicester Tigers en championnat anglais, avant de marqueur son premier essai contre les Wasps. Auteur de trois autres essais cette saison, il contribue au succès de son équipe en Coupe d'Angleterre. Il est loué en premier lieu pour ses qualités défensives, le joueur appréciant le coté physique de la tâche.
Désigné révélation de la saison en Coupe d'Angleterre (Premiership Rugby Cup) en 2019-2020, le centre aussi reconnu comme meilleur jeune du club.
En 2021-2022, il apparaît 25 fois, dont 24 en tant que titulaire et couvre la fonction de capitaine pendant l'absence de Lewis Ludlam utilisé au Tournoi des Six Nations.
Durant la saison 2022-2023, il fait partie de l'équipe type de Premiership.

### Carrière internationale
Il représente l'Écosse, nationalité de son père, chez les plus jeunes catégories d'âge jusqu'aux moins de 18 ans. Aussi capé cinq fois avec l'Angleterre U-18, il devient capitaine de l'équipe d'Angleterre des moins de 20 ans, participant notamment au Tournoi des Six Nations des moins de 20 ans 2019 et au championnat du monde junior 2019, où son équipe est finaliste.
En début d'année 2020, il est remarqué par le sélectionneur de l'Angleterre Eddie Jones, qui l'appelle pour préparer le Tournoi des Six Nations.
Il est ensuite sélectionné pour le Tournoi des Six Nations 2024. En novembre 2024, il est sélectionné en équipe d'Angleterre A pour affronter l'Australie A (en).

## Palmarès

### En club
- Vainqueur de la Coupe d'Angleterre en 2019 (en) avec les Northampton Saints.
- Vainqueur du Championnat d'Angleterre en 2024 avec les Northampton Saints.
- Finaliste de la Champions Cup en 2025 avec les Northampton Saints.

### En sélection nationale
- Finaliste du Championnat du monde junior en 2018 avec l'équipe d'Angleterre des moins de 20 ans.

### Distinctions personnelles
- Membre de l'équipe type du Championnat d'Angleterre en 2023.